# Capul
Capul è una municipalità di quinta classe delle Filippine, situata nella Provincia di Northern Samar, nella regione di Visayas Orientale.
Capul è formata da 12 baranggay:
- Aguin
- Jubang
- Landusan
- Oson
- Poblacion Barangay 1
- Poblacion Barangay 2
- Poblacion Barangay 3
- Poblacion Barangay 4
- Poblacion Barangay 5
- Sagaosawan
- San Luis
- Sawang